# Australian (kledingmerk)
Australian (volledige naam Australian by l'alpina) is een Italiaans kledingmerk. Het merk werd in 1956 door L'Alpina Maglierie Sportive S.p.A. op de markt gebracht en richt zich voornamelijk op kleding voor de tennissport.

## Achtergrond
In de jaren 1990 werd het merk buiten de tennissport populair, voornamelijk vanwege de populariteit van Australian in de Nederlandse gabberscene. Deze subcultuur was rond 1996 op haar hoogtepunt. Met name de trainingspakken van het kledingmerk – 'Aussies' genoemd – waren zeer populair. Daarna verdween het merk grotendeels uit het Nederlandse straatbeeld.
In 2016 breidde Australian het assortiment uit met een kledinglijn voor dagelijks gebruik.
Australian verkoopt behalve kleding ook schoenen en petten.